# Woldemar Voigt
Woldemar Voigt, född den 2 september 1850 i Leipzig och död 13 december 1919 i Göttingen, var en tysk fysiker, som lämnade bestående bidrag till modern teoretisk fysik.
Voigt var en elev till Franz Ernst Neumann. Han sysslade med kristallfysik, termodynamik och elektrooptik. Hans främsta verk är Lehrbuch der Kristallphysik från 1910. Han upptäckte Voigteffekten 1898 och introducerade begreppet tensor i sin gällande betydelse 1899. Voigtprofil och Voigtnotation är andra termer som han givit namn åt.
Voigt var även skicklig amatörmusiker och känd som Bach-entusiast.
1887 formulerade Voigt en form av Lorentztransformationen mellan ett referenssystem i vila och ett system i rörelse med hastigheten {\displaystyle v} i {\displaystyle x}-riktningen. Transformationen gällde, vilket Voigt själv påtalade, ett specifikt problem och berörde inte idéerna kring en allmän koordinattransformation, som fallet är i den speciella relativitetsteorin. Ernst & Hsu (2001) föreslår dock den alternativa tolkningen att Voigt var först.

## Voigttransformationen
I samband med Dopplereffekten och ett inkompressibelt medium utvecklade Voigt 1887 en transformation, som i modern notation kan skrivas:
{\displaystyle x^{\prime }=x-vt,\quad y^{\prime }={\frac {y}{\gamma }},\quad z^{\prime }={\frac {z}{\gamma }},\quad t^{\prime }=t-x{\frac {v}{c^{2}}}},
där  {\displaystyle \gamma =1/{\sqrt {1-v^{2}/c^{2}}}}, den så kallade Lorentzfaktorn.
Om den högra sidan av hans ekvationer multipliceras med {\displaystyle \gamma }, så blir de desamma som den moderna Lorentztransformationen. Hermann Minkowski medgav 1908 att Voigt var den förste att undersöka de transformationer som spelar huvudrollen i relativitetsprincipen år 1887. Även Hendrik Lorentz (1909) har noterats uttala att han skulle kunnat ta dessa transformationer för sin teori om elektrodynamik snarare än att utveckla sina egna, om han bara hade känt till dem. 
Därför är det av intresse att granska följderna av Voigts transformationer ur denna synvinkel. Lorentz borde då själv ha sett att transformationen introducerade såväl samtidighetens relativitet som tidsdilatation. I Voigts teori är ljushastigheten invariant, men hans transformationer blandar en relativistisk "boost" med en omskalning av rumtiden. Maxwells elektrodynamik är både skalinvariant och Lorentzinvariant, så att även kombinationen blir invariant. Skalenliga transformationer är dock inte en symmetri hos alla naturlagar, endast vid elektromagnetism. Dessa transformationer har därför inte ansetts rakt av kunna användas att formulera en relativitetsprincip.